# 크리스 모스
크리스 모스(Chris Moss, 1980년 2월 7일~ )는 대한민국에서 뛰고있는 미국출신 농구선수이다.포지션은 센터이며.주특기는 골밑슛과 미들슛이다.
크리스 모스는 우루과이 프로리그에서 뛰다가 원주 동부 프로미에서 부상으로인해 방출당한
줄리안 센슬리 대체용병으로 2013년 12월2일 원주 동부 프로미에 입단하였다.
그러나 원주 동부 프로미와 서울 삼성 썬더스의 하버트 힐과 마이클 더니건간 맞트레이드로 동부에서 방출당했다
크리스 모스의 별명은 "메리 크리스 모스"이며 "메리 크리스마스"와 비슷하다고 하여 팬들이 지어준 별명이다.
크리스 모스는 미들슛에 강한면모를 가지고있다.

## 데뷔
- 2013년 원주 동부 프로미 입단.